# Assuntore
L'assuntore, nelle Ferrovie dello Stato italiane, nelle ferrovie in concessione e nella Gestione governativa navigazione laghi, era quella figura professionale che in una stazione di una linea secondaria o a traffico limitato esercita a dirigenza unica, che per tal motivo prendeva il nome di assuntoria, eseguiva tutte le operazioni di natura gestionale, manutentiva e di presenziamento eccetto che per quelle relative alla circolazione dei treni e/o il movimento delle manovre.

## Descrizione
La qualifica di assuntore venne creata nel periodo in cui in Italia venne istituita la Dirigenza unica allo scopo di conseguire consistenti economie di gestione in tutte quelle linee ove la circolazione dei treni non era tale da imporre la presenza di un capostazione ma necessitasse la sua capacità di gestire il traffico di treni, manovre, carrelli.
Si trattava di un contrattistache previa preparazione e valutazione assumeva un certo numero delle prerogative proprie del capostazione delle piccole stazioni a quindi gli veniva demandata la tassazione per le spedizioni di colli e di carri ferroviari, la vendita dei biglietti di ogni tipo, la contabilità dell'attività di vendita e di tenuta e versamento dei ricavi all'Azienda FS. Doveva inoltre esercitare le funzioni di guardiano degli eventuali passaggi a livello, la pulizia dei servizi e l'addobbo e la cura della stazione affidatagli. Teneva in custodia le attrezzature e le chiavi di immobilizzazione dei deviatoi e ne era responsabile ma non interveniva nelle operazioni relative alla circolazione dei treni limitandosi all'apertura del segnale di protezione della stazione su ordine del Dirigente Unico prima dell'arrivo del treno.
Egli, da solo o coadiuvato da altri operatori per la parte fisica del lavoro, gestiva praticamente in appalto la sua stazione ad un costo stabilito ma il suo status lavorativo non era quello di impiegato statale o di ferroviere). 
Tale condizione venne fortemente modificata in seguito alle lotte sindacali di fine anni sessanta quando venne creata la normativa contrattuale per l'inserimento nella nuova categoria di gestore di tutti i precedenti assuntori. In virtù di ciò e dell'inquadramento piuttosto elevato della nuova figura professionale venne del tutto meno la convenienza dell'uso di tale figura in quanto aveva costi analoghi a quelli di un capostazione senza averne la stessa operatività professionale. Per tale motivo in molti casi si preferì, a partire dalla fine degli anni settanta, riabilitare le stazioni più importanti con i DM utilizzando nuovamente il blocco telefonico in attesa dei nuovi adeguamenti tecnici (CTC e Blocco conta-assi).
Nonostante questo profilo lavorativo sia del tutto superato e non conforme ai moderni standard lavorativi, la figura dell'assuntore continua inspiegabilmente a esistere nelle biglietterie della Gestione governativa navigazione laghi per la navigazione delle acque interne (laghi Maggiore, Garda e Como).